# Simon Kudrischoff
Simon Kudrischoff, född 1985, är en svensk författare. Han debuterade 2009 med romanen Huset på Arlozorovgatan, som utgavs på Pocketförlaget. Kudrischoff har studerat filmvetenskap vid Stockholms universitet.